# Bryales
Bryales nom. cons, red pravih mahovina. Pet porodica

## Porodice
- Pulchrinodaceae D. Quandt, N.E. Bell & Stech
- Bryaceae Schwägr.
- Phyllodrepaniaceae Crosby
- Mniaceae Schwägr.
- Leptostomataceae Schwägr.